# Метростанция „Надежда“
Метростанция „Надежда“ е станция от линия М2 на Софийското метро, въведена в експлоатация на 31 август 2012 г.

## Местоположение
Станцията има две касови зали и прехвърляне от единия перон на другия е невъзможно. Подлезната връзка между двете направления, минаваща под перонната зала, попада извън платената зона. Вход/изходите са два – по един за всяка касова зала.
| № | Име на вход/изход | Достъпност |
| - | ----------------- | ---------- |
| 1 | ж.к. Надежда 1    | асансьор   |
| 2 | ж.к. Надежда 2    | асансьор   |

## Архитектурно оформление
Метростанцията е разположена под бул. „Ломско шосе“ на кръстовището с ул. „Кирил Дрангов“ в ж.к. Надежда. Станцията е с плитко заложение и странични перони с един вестибюл и с един ред колони в средата между двата коловоза. Стените на пероните са засводени към тавана, като непосредствено преди пода засводяването е прекъснато и оформено със скрито осветление, показващо серия от апликации с формата на обувки.

## Връзки с градския транспорт

### Автобусни линии
Метростанция „Надежда“ се обслужва от 1 автобусна линия от дневния градски транспорт и 1 линия от нощния транспорт:
- Автобусни линии от дневния транспорт: 86
- Автобусни линии от нощния транспорт: N2